# ジェイソン・ハイランド

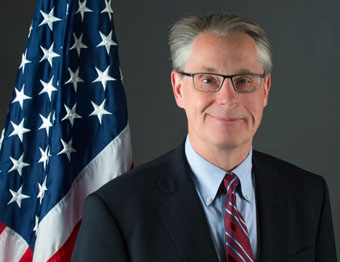
ジェイソン・ハイランド（2014年）

ジェイソン・P・ハイランド（Jason P. Hyland）は、アメリカ合衆国の外交官。2017年、キャロライン・ケネディが離任してからウィリアム・F・ハガティが就任するまでの間、駐日アメリカ合衆国臨時代理大使を務めていた。直前に在日米国大使館首席公使を務めた。公使の職位を持つ上級外交官である。

## 経歴
ニューヨーク市で生まれ、ニューヨークとカリフォルニアで育つ。カリフォルニア大学バークレー校で歴史学の文学士を得た。バークレー校では日本語を学び、日本史に関する卒業論文の執筆により歴史学で優秀賞(High Honors)を受賞した。その後、またワシントンDCの国防大学で研修した。アメリカカナダ大学連合日本研究センターやタフツ大学フレッチャー法律外交 大学院（法律・外交学）で修士号を得た。さらに外国人客員研究員として東京大学で1994年から1995年まで過ごした。日本語とウクライナ語に堪能である。
国務省では1998年から1999年にかけて東アジア・太平洋局の特別補佐官を務めたほか、日本部に所属した。1995年2月に阪神・淡路大震災で被災した米国市民を支援するため最初に神戸に派遣された大使館チームの一員として、国務省からグループ優秀名誉賞(Group Superior Honor Award)を受賞した。
そのほか、ジブチ共和国のレモニエ基地を本拠地とする「アフリカの角・共同統合機動部隊」の外交政策顧問。国防総省の共同文民職員称揚賞(Joint Civilian Service Commendation Award) を受賞した。2007年から2008年にかけてイラクのモスルで地域復興チームリーダーを務め、優秀名誉賞(Superior Honor Award)および派遣任務賞(Expeditionary Service Award )を受賞した。米国とバルカン諸国との外交関係を担当する欧州・ユーラシア局南中央ヨーロッパ部長、在アゼルバイジャン米国大使館首席公使および在ウクライナ 米国大使館の政務担当参事官を歴任した。2014年7月から在日米国大使館首席公使 （DCM）に任命され、2016年5月のオバマ大統領の歴史的な広島訪問では次席公使として式典に参加した。
2017年1月18日、キャロライン・ケネディ駐日アメリカ合衆国大使（第29代）の離任に伴い、在日米国大使館臨時代理大使に就任した。

## 人物
2014年11月9日、第4回国際大使館フレンドリーランで挨拶し、「米国は、2011 年に発生した東日本大震災の復興を今後も支援していく所存です。私は、震災を生き抜いた方々の立ち上がる力、忍耐力、そして無私の心に大いに勇気付けられました」と述べた。
2016年7月21日、中京大学で「イノベーションと日米コラボレーション」のテーマで講演し、「今後より国際競争力のある人材育成が求められていく中で、海外に留学することは世界中で人脈を作ることや国境、文化の枠を超えて知識をつけることにつながります。この経験をした人たちがイノベーションに富んだグローバル人材になると思います」と語った。
2017年3月6日、東北大学を訪問し、東北大学の復興について里見総長から説明を受け、米国大学等との教育・研究交流の取り組みについて意見を交わした。
2016年10月6日、埼玉大学で日米協力、イノベーション、米国留学等について流暢な日本語で講演を行った。
日本語を学ぶようになった動機はカリフォルニア大学バークレー校の学生時代に、難しい言語を勉強したら自分の勉学に実用的な要素が加わると考え、日本との関わりはなかったが、日本語を受講しようと決めたことにあり、日本語を勉強したことから初めて日本を訪れるようになり、その後は国務省に入省し、外交官になる道を選択したと語る。